# Hussein Saddik
Hussein Saddik est un boxeur égyptien né le 5 avril 1939 à Alexandrie.

## Carrière
Hussein Saddik remporte la médaille d'or dans la catégorie des poids super-welters aux championnats d'Afrique de boxe amateur 1962 au Caire, puis la médaille d'argent dans la catégorie des poids welters aux Jeux méditerranéens de 1963 à Naples et la médaille d'or dans la même catégorie aux championnats d'Afrique de boxe amateur 1964 à Accra.
Aux Jeux olympiques d'été de 1964 à Tokyo, il est éliminé au deuxième tour dans la catégorie des poids welters par l'Italien Silvano Bertini.
Il est médaillé de bronze dans la catégorie des poids moyens aux championnats d'Afrique de Lagos en 1966.